# Jugador más valioso de la Liga Venezolana de Béisbol Profesional
En la Liga Venezolana de Béisbol Profesional, el Jugador Más Valioso, es un honor otorgado anualmente desde la temporada 1985-86 al jugador más sobresaliente en la liga. El primero en conseguirlo fue Andrés Galarraga de los Leones del Caracas.
El premio es llamado Víctor Davalillo en honor a uno de los miembros del salón de la fama y museo del béisbol venezolano.
Los miembros de los Cardenales de Lara y los Tiburones de La Guaira han ganado el mayor número de premios de cualquier franquicia (con 7 respectivamente). Freddy Fermín de los Leones del Caracas es el actual poseedor del premio. El premio en la temporada 2017-18 fue declarado desierto luego de que el ganador, Jesús Valdez, diese positivo en las pruebas antidopaje.

## Ganadores
| Año | Enlace al artículo de la temporada correspondiente de la Liga Venezolana de Béisbol Profesional |
|     | Indica múltiples ganadores en un mismo año                                                      |

| Año     | Jugador            | Equipo                    | Pos.               |
| ------- | ------------------ | ------------------------- | ------------------ |
| 1985-86 | Andrés Galarraga   | Leones del Caracas        | 1B                 |
| 1986-87 | Cecil Fielder      | Cardenales de Lara        | 1B                 |
| 1987-88 | Luis Salazar       | Tiburones de La Guaira    | IF                 |
| 1988-89 | Phil Stephenson    | Águilas del Zulia         | 1B                 |
| 1989-90 | Luis Sojo          | Cardenales de Lara        | 2B                 |
| 1990-91 | Greg Briley        | Leones del Caracas        | OF                 |
| 1991-92 | Chad Curtis        | Tiburones de La Guaira    | OF                 |
| 1992-93 | William Cañate     | Cardenales de Lara        | OF                 |
| 1993-94 | Luis Sojo          | Cardenales de Lara        | 2B                 |
| 1994-95 | Eduardo Pérez      | Tigres de Aragua          | C                  |
| 1995-96 | Robert Pérez       | Cardenales de Lara        | OF                 |
| 1996-97 | Magglio Ordóñez    | Caribes de Oriente        | OF                 |
| 1997-98 | Alex Cabrera       | Pastora de Los Llanos     | 1B                 |
| 1998-99 | Luis Raven         | Pastora de Los Llanos     | BD                 |
| 1999-00 | Roberto Zambrano   | Tigres de Aragua          | OF                 |
| 2000-01 | Chris Jones        | Tiburones de La Guaira    | OF                 |
| 2001-02 | Roberto Zambrano   | Tigres de Aragua          | OF                 |
| 2002-03 | No hubo escogencia | No hubo escogencia        | No hubo escogencia |
| 2003-04 | Luis Landaeta      | Pastora de Los Llanos     | OF                 |
| 2004-05 | Javier Colina      | Pastora de Los Llanos     | 3B                 |
| 2005-06 | Tom Evans          | Cardenales de Lara        | 3B                 |
| 2006-07 | Robert Pérez       | Cardenales de Lara        | OF                 |
| 2007-08 | Eliezer Alfonzo    | Caribes de Anzoátegui     | C                  |
| 2008-09 | Jesús Guzmán       | Leones del Caracas        | 3B                 |
| 2009-10 | Ernesto Mejía      | Águilas del Zulia         | 1B                 |
| 2010-11 | Josh Kroeger       | Leones del Caracas        | OF                 |
| 2011-12 | Gregor Blanco      | Tiburones de La Guaira    | OF                 |
| 2012-13 | Ernesto Mejía      | Águilas del Zulia         | 1B                 |
| 2013-14 | Alex Cabrera       | Tiburones de La Guaira    | 1B                 |
| 2014-15 | Odubel Herrera     | Tiburones de La Guaira    | 2B                 |
| 2015-16 | Alex Cabrera       | Tiburones de La Guaira    | 1B                 |
| 2016-17 | Breyvic Valera     | Bravos de Margarita       | 2B                 |
| 2017-18 | Premio desierto    | Premio desierto           | Premio desierto    |
| 2018-19 | Delmon Young       | Navegantes del Magallanes | OF                 |
| 2019-20 | Olmo Rosario       | Águilas del Zulia         | 2B                 |
| 2020-21 | Hernán Pérez       | Tigres de Aragua          | 3B                 |
| 2021-22 | Balbino Fuenmayor  | Caribes de Anzoátegui     | 1B                 |
| 2022-23 | Freddy Fermín      | Leones del Caracas        | C                  |